# (6276) Kurohone
(6276) Kurohone es un asteroide perteneciente al cinturón de asteroides, región del sistema solar que se encuentra entre las órbitas de Marte y Júpiter, más concretamente a la familia de Coronis, descubierto el 1 de enero de 1994 por Takao Kobayashi desde el Observatorio de Ōizumi, Ōizumi, Japón.

## Designación y nombre
Designado provisionalmente como 1994 AB. Fue nombrado Kurohone en homenaje a Kurohone, un pequeño pueblo, ubicado en la parte oriental de la prefectura de Gunma, tiene una población de menos de 3000. Es conocido por sus hermosos parques, arroyos claros y cielos oscuros.

## Características orbitales
Kurohone está situado a una distancia media del Sol de 2,874 ua, pudiendo alejarse hasta 3,017 ua y acercarse hasta 2,731 ua. Su excentricidad es 0,049 y la inclinación orbital 1,435 grados. Emplea 1780,13 días en completar una órbita alrededor del Sol.

## Características físicas
La magnitud absoluta de Kurohone es 13,2. Tiene 6,952 km de diámetro y su albedo se estima en 0,18. 